# Маяк Саут-Буффало-Норт-Сайд
Маяк Саут-Буффало-Норт-Сайд (англ. Buffalo North Breakwater South End Light) — маяк, расположенный в черте города Данкерк, ранее был расположен на входе в гавань города Буффало, округ Шатокуа, штат Нью-Йорк, США. Построен в 1903 году. Автоматизирован в 1960 году. Деактивирован в 1985 году.

## История
Город Буффало является крупным промышленным центром в районе Великих озёр, и уже в 1818 году в нем был построен маяк Буффало. Однако после открытия канала Эри, поток товаров через город существенно возрос, и ему понадобились дополнительные маяки и молы. 6 июня 1900 года Конгресс США выделил 45 000$ а строительство дополнительных маяков в городе Буффало. В 1903 году строительство маяка было завершено. Он представлял собой оригинальную чугунную структуру в форме бутылки (по этому же проекту был построен и маяк Буффало-Норт-Брейкуотер-Саут-Энд) с четырьмя круглыми окнами и изогнутой дверью. Маяк имеет диаметр 3 метра у основания и 0,7 метров у вершины. На маяке была установлена линза Френеля. В 1960 году маяк был автоматизирован Береговой охраной США. В 1985 году на его месте был построен автоматический маяк, и маяк Саут-Буффало-Норт-Сайд был выведен из эксплуатации и перемещён в парк к маяку Данкерк.
В 1983 году маяк был включен в Национальный реестр исторических мест.